# 상명대학교 사범대학 부속여자중학교
상명대학교 사범대학 부속여자중학교(祥明大學校 師範大學 附屬女子中學校)는 대한민국 서울특별시 종로구 홍지동에 있는 사립 중학교이다.

## 학교 연혁
- 1966년 11월 1일 : 상명여자사범대학 부속여자중학교 신설 인가 받음
- 1966년 11월 1일 : 초대 교장 이재기 선생 취임
- 1967년 3월 1일 : 개교
- 1967년 3월 1일 : 1학년 8학급 편성
- 1987년 3월 1일 : 상명여자대학교 사범대학 부속여자중학교로 교명 변경
- 1996년 3월 1일 : 상명대학교 사범대학 부속여자중학교로 교명 변경
- 2018년 2월 8일 : 제49회 졸업식 (총 18,017명 졸업생 배출)
- 2022년 9월 1일 : 제14대 교장 황선택 선생 취임

## 참고 자료
- 상명대학교 사범대학 부속여자중학교 - 한국교육학술정보원 학교알리미